# Goldstone Ground
El Goldstone Ground era un estadio de fútbol ubicado en la ciudad de Hove en Sussex Oriental, Inglaterra que fue la sede del Brighton & Hove Albion de 1902 a 1997.

## Historia
El Goldstone Ground estaba en el Old Shoreham Road, Hove, al frente de Hove Park en una parcial área residencial. El área anteriormente era de Goldstone Farm y fue utilizada para un partido de fútbol por primera vez por el Hove FC el 7 de septiembre de 1901. Albion jugó por primera vez en ese terreno el 22 de febrero de 1902 y se convirtió en el equipo local de manera permanente para el año siguiente.
La gradería oeste principal se construiría en 1958 y tenía butacas y techo. La gradería sur sería construida en 1949 y sirvió para que la utilizaran principalmente familias. La gradería norte se construyó en 1984 y era techada. La gradería su no tenía techo. La iluminación artificial se instaló en 1961.
El estadio fue sede de los Juegos Olímpicos de Londres 1948, uno de los dos estadios que no estaban en la capital Londres, el otro estadio fue el Fratton Park.
El 23 de septiembre de 1992 David Beckham jugó su primer partido como futbolista profesional en el estadio con el Manchester United entrando de cambio en un partido de la segunda ronda de la League Cup.
El estadio fue utilizado por equipos importantes como Tottenham Hotspur y Wimbledon para partidos de pretemporada y para la Copa Intertoto de la UEFA 1995, pero ambos equipos serían suspendidos de competiciones de la UEFA por alinear a equipos menores, castigos que después serían cancelados luego de apelaciones.

## Cierre y venta
El Taylor Report de enero de 1990 anunció que todos los equipos ingleses de las dos primeras divisiones tenían que tenes estadios completamente con tribunas para agosto de 1994. En ese momento el Brighton jugaba en la Second Division donde había clasificado al playoff al año siguiente, pero fue eliminado por el Notts County terminando su esperanza de regresar a la First Division donde estuvo de 1979 a 1983. El descenso de categoría al año siguiente hizo que el Brighton no pudiera cumplir con las condiciones del Taylor Report, y aumentaban las deudas en relación con el Goldstone Ground que no se había remodelado y no había planes de relocalización. En 1996 Brighton descendería a la cuarta división inglesa por primera vez desde los años 1960.
El último partido en el Goldstone Ground se jugó el 26 de abril de 1997 donde Brighton venció al Doncaster Rovers por 1–0. El Brighton salvaría la categoría y evitaría ser el primero de los equipos fundadores de la primera división en jugar en la Conference.
De 1902 a 1997 al estadio asistieron 22.9 millones de aficionados en 2,174 partidos. El récord ed asistencia en Goldstone fue de 36,747 espectadores cuando el Albion enfrentó al Fulham el 27 de diciembre de 1958.
El terreno fue vendido por los directivos del club con el fin de pagar deudas y evitar la bancarrota, aunque no hubiera un plan para un nuevo estadio, ya que los aficionados no fueron consultados de la decisión. El entonces presidente del club Bill Archer con el beneficio de la venta del estadio consiguió un terreno para construir un nuevo estadio. Se ideó compartir el estadio con el Portsmouth – sus vecinos en la Football League – pero la idea nunca se materializó y el club terminaría compartiendo sede con el Gillingham en el Priestfield Stadium, a más de 70 millas de Brighton.
La venta del estadio provocó dos invasiones al campo por aficionados furiosos como protesta. Una de ellas fue en la temporada de 1995–96 cuando los Seagulls descendieron a la Division Three, por lo que loe fueron deducidos tres puntos y jugar a puerta cerrada. La otra fue el 1 de octubre de 1996 en un partido de liga ante el Lincoln City luego de que la Football League por lo que el 9 de diciembre de 1996 la volvió a quitar tres puntos como castigo. El club luego apelaría el castigo  pero sería rechazado, por lo que pelearía el descenso de la Football League y apenas conseguiría salvar la categoría.
El Goldstone Ground fue vendido a personas que querían construir un parque, actualmente llamado Goldstone Retail Park.
Luego de regresar al área de Brighton en 1999 tras dos años en Gillingham, el Brighton & Hove Albion pasaría a jugar en el Withdean Stadium, un estadio de atletismo a dos millas de la ciudad. El club tendría su nuevo estadio en 2011 cuando el American Express Stadium fue inaugurado a cuatro millas al noreste del centro de la ciudad.